# گیاه شمشیر آتشین (وریزا)
گیاه شمشیر آتشین (وریزا) (نام علمی: Vriesea) نام یک سرده از خانواده آناناسیان است.